# Завгородний, Борис Александрович
Бори́с Алекса́ндрович Завгоро́дний, известный также как Завгар и Фэн № 1 (20 октября 1952, Сталинград — 1 апреля 2020, Волгоград), — советский и российский активист фэн-движения, издатель, журналист, писатель. Является основателем КЛФ «Ветер времени» (Волгоград). Известен главным образом как популяризатор фантастики.
Является лауреатом премий «Великое Кольцо», «Странник», «Интерпресскон» и др.

## Биография и творчество

#### Детство и юность
Родился 20 октября 1952 года в семье рабочих. Когда Борису было двенадцать лет, родители разошлись, поэтому основную роль в воспитании мальчика сыграла мать — Анна Федотовна Соколенко.
В 1960 году Завгородний поступает в школу, где не проявляет особого интереса к учёбе. Со второго полугодия восьмого класса он перестаёт посещать занятия, но, несмотря на это, получает аттестат о среднем общем образовании.
Примерно с 1963 года Борис увлечённо читает и собирает книги отечественных и зарубежных фантастов. В 1968 году устраивается учеником токаря на Волгоградский инструментальный завод. За свою жизнь он сменит не одну профессию: слесарь-монтажник, токарь, дворник, экскурсовод, официант, сантехник, взрывник, литературный агент, челнок, издатель и др.

#### 1970-е и 1980-е годы
Осенью 1970 года Завгородний уходит в армию, из которой возвращается в начале 1973 года.

В 70-е годы Завгородний знакомится со Львом Фроловым и другими любителями фантастики, организует вместе с ними чёрный рынок фантастики.
Тогда же он занимается созданием в Волгограде клуба любителей фантастики, который открывается 19 ноября 1981 года в Доме Молодёжи. Председателем клуба, получившего название «Ветер времени», единогласно избирают Завгороднего.
После основания «Ветра Времени» Завгородний налаживает связи с другими клубами как Советского Союза, так и ближнего зарубежья, знакомится с В. Борисовым (КЛФ «Гонгури», Абакан), М. Якубовским (КЛФ «Притяжение», Ростов-на-Дону), В. Бугровым (редактор «Уральского Следопыта») и др. Завгородний добивается публикации в волгоградской областной комсомольской газете «Молодой ленинец» четырёх выпусков КЛФ «Ветер времени» и печатает в этой же газете отрывок из произведения братьев Стругацких «Улитка на склоне».
В 1982 году на «Аэлите» он предложил создать награду для писателей-фантастов и, после одобрения идеи, практически в одиночку в течение трёх лет занимается созданием премии, которая получит название «Великое Кольцо». Завгородний вспоминал об этом времени:
В далёком восемьдесят первом счастливом году, я — молодой, зелёный фэн, приехал на «Аэлиту» и сразу начал доказывать абсолютно доказуемое: нужна нам своя, советская «Хьюга». И все спорили со мной ужасно. Нужна, говорили, нужна. А споры закончились для меня неожиданно — ты предложил, ты и делай. И 81, 82, 83 года я так и делал. Писал письма, получал ответы, вычерчивал графики, получал результаты, изготавливал дипломы, покупал призы.
Весной 1984 года после выхода разгромной статьи в «Комсомольской правде» и появления записки отдела пропаганды ЦК КПСС «О серьёзных недостатках деятельности клубов любителей фантастики», в котором была отмечена недостаточность контроля за деятельностью КЛФ, ведущих пропаганду западной фантастики, «культивирующей буржуазную мораль и идеологию», во все клубы приходят проверки и комиссии. Не стал исключением и «Ветер времени», который был «изгнан» из Дома молодёжи. Через полгода, на новогоднем заседании клуба, Завгородний складывает полномочия его президента. Однако Завгородний частично продолжает свою деятельность: он посещает практически все встречи любителей фантастики и продолжает вести активную переписку с любителями фантастики всего мира. Среди его адресатов были А. Азимов, П. Андерсон, А. Е. Ван-Вогт, Г. Гаррисон, Э. Гамильтон, Р. Желязны, А. Кларк, М. Муркок, А. Нортон, Б. Олдисс, К. Саймак, Ф. Херберт, Р. Шекли и др.
Благодаря посредничеству Брайана Олдисса Завгородний становится членом Всемирной ассоциации фантастов, первым из российских любителей фантастики, кто попал в международный справочник «Fandom Directory». За заслуги ему присваивают неофициальное звание «советского фэна № 1».
В январе 1988 года Завгородний принимает участие в рабочей встрече представителей КЛФ по подготовке Всесоюзного совещания клубов любителей фантастики. Весной этого же года в Киеве Завгороднего избирают членом Всесоюзного совета КЛФ.
Осенью 1988 года КЛФ «Ветер времени» возрождается и Завгороднего снова выбирают его руководителем. В 1988 году Б. Завгородний и М. Якубовский становятся первыми фэнами, посетившими «Еврокон», проходивший в Будапеште. Через год, в мае 1989, Завгородний приезжает на «Еврокон» в Сан-Марино и привозит с собой несколько десятков килограммов советской НФ-литературы, фэнзинов и самиздатовских переводов. На этом фестивале ему вручают специальный приз от президента мировой ассоциации писателей-фантастов Гарри Гаррисона с формулировкой «За преодоление всех препятствий и расстояний».
В 1989 году «Ветер времени» становится частью «Ассоциации творческих объединений молодёжи» (АТОМ), которая финансирует деятельность Завгороднего. При поддержке АТОМа Завгородний начинает выпускать фантастические книги начинающих авторов. За несколько лет он издаёт более 20 книг. В этот период публикуются дебютные книги Владимира Васильева и Сергея Синякина, Завгородний становится издателем и составителем первой в России книги, в которой собраны произведения, написанные в жанре киберпанка, — «Киберпанки на Волге» — которая открыла для русского читателя Пола Ди Филиппо и Брюса Стерлинга.

#### 1990-е годы
В сентябре 1991 года Завгородний организует и проводит первый международный конвент в Волгограде ‒ «Волгакон-91», на который приезжают десятки известных западных писателей, издателей, фэнов, журналистов и критиков.
В 1992 году Завгородний продолжает свою книгоиздательскую деятельность, учреждает ЛИА «Базиат», открывает клуб «999», публиковавший фантастику ограниченным тиражом. Однако это предпринимательское начинание закончилось неудачно. Финансовые неудачи усугубляются проблемами со здоровьем — Завгородний получает сложный перелом ноги.
В 1995 году Завгородний временно переезжает в Санкт-Петербург, так как становится ответственным секретарём литературной премии «Странник», в функцию которого входило поддержание контактов со всеми членами литературного жюри, рассылка номинационных списков, снабжение членов жюри номинированными произведениями и т. д.

#### 2000-е и 2010-е годы
В 2000 году Борис Завгородний в соавторстве с Сергеем Зайцевым пишет фантастический роман «Рось квадратная, изначальная», который приносит им несколько жанровых премий.
В 2001 году Завгородний проводит второй «Волгакон», в гораздо меньшем масштабе, чем за десять лет до того. Ещё менее успешный третий «Волгакон» (2002 г.) объявляется Завгородним «последним Волгаконом тысячелетия».
Завгородний участвовал в издании многих фэнзинов, был почётным членом редколлегии журнала «Шалтай-Болтай», который по итогам «Еврокона-2006» был признан лучшим фэнзином Европы.
В 2002 году к 50-летнему юбилею Завгороднего выходит сборник «И это всё о нём...» с воспоминаниями его друзей и близких, с материалами о деятельности Завгороднего, текстами самого юбиляра и художественными произведениями, посвящёнными ему.
В 2017 г. В. Сабитов в соавторстве с Завгородним публикует книгу «Завгар и фэндом: от рассвета до заката».
В последние годы жизни Завгородний тяжело болел — у него был рак лёгкого.
Борис Завгородний скончался 1 апреля 2020 года.

## В культуре
Многие знакомые с Завгородним писатели использовали его образ в качестве прототипа для своих героев. Так, Борис Завгородний — губернатор Волгоградской области в книге Л. Гурского «Спасти президента» (1998), богатырь Добрыня в трилогии «Остров Русь» Ю. Буркина и С. Лукьяненко, смотритель машины времени в повести И. Федорова «Новое небо». Завгородний и его квартира послужили прототипами повести Б. Штерна «Шестая глава Дон-Кихота». В повести Сергея Синякина «Дар случайный» он раскрывается в целой серии ролей.

## Награды
- Лауреат премии «Великое Кольцо» (которую он и создал) 1983 года в номинации «За вклад в фантастику»[20]. Завгородний так описал это событие[5]:В 1983 году влип в ситуацию двенадцатого вопроса — изготовив диплом, подписав его, купив статуэтку и вручив его некоему Завгороднему Б. А. — по категории «За вклад в Фантастику». Смешно, но что же мне нужно было делать заранее? Внести предложение, чтобы мне, как проводящему голосование, приза не присуждали? Представляю реакцию! Ах, так ты так уверен, что за тебя проголосуют люди?! Ну, получи…
- Лауреат премии Европейской премии в области НФ («Еврокон») 1990 года в номинации «Лучший промоутер»[21].
- Лауреат премии «Странник» 1994 года в номинации «Малый Странник»[22]. Был награждён как человек-легенда российского фэндома.
- Лауреат премии «Интерпресскон» 1995 (как «Звезда фэндома») и 2003 (в категории «Дебютная книга» за «Рось квадратную, изначальную») годов[23].